# Virgílio Correia Filho
Virgílio Alves Corrêa Filho foi um Engenheiro, jornalista e historiador de Mato Grosso, tendo nascido em Cuiabá-MT, em 06.01.1887;e falecido no Rio de Janeiro, RJ, em 11.09.1973.

## Carreira Profissional
Foi Secretário Geral do Estado de Mato Grosso (1922-6). Secretário geral do Conselho Nacional de Geografia (1950 e 1956), membro da Academia Mato-Grossense de Letras, dos Institutos Históricos estaduais, da Academia Portuguesa de História. Membro efetivo do Instituto Histórico e Geográfico Brasileiro (1931); foi primeiro secretário e 3º vice-presidente. Colaborou no Jornal do Comércio, na Revista Brasileira de Geografia, na Revista do Instituto Histórico e Geográfico Brasileiro.
Teve um papel extremamente importante no estudo da história da erva-mate no Brasil e especialmente em Mato Grosso - inclusive sobre as ações da poderosa Companhia Mate Laranjeira no estado.

## Obras Publicadas
- Monografias cuiabanas (1925)
- À Sombra dos Ervais Mato-grossenses (1925)
- As Raias de Mato Grosso (1926)
- Augusto Leverger: o bretão cuiabanizado (1941)
- Luis de Albuquerque: o Fronteiro Insigne (1941)
- Pedro Celestino: “o guia dos mato-grossenses” (1945)
- Ervais do Brasil e Ervateiros (1957)
- História de Mato Grosso (1969)